# Cattedrale di Sant'Anna (Debrecen)
La cattedrale di Sant'Anna (in ungherese: Szent Anna-székesegyház) è dal 1993 la chiesa cattedrale della diocesi di Debrecen-Nyíregyháza, si trova nella città di Debrecen, in Ungheria.

## Storia
La chiesa barocca è stata edificata nel 1721, grazie alla commissione del cardinale Imre Csáky, su progetto dell'architetto milanese Giovanni Battista Carlone e consacrata a Sant'Anna nel 1746. Nel 1811 la torre della chiesa rimase danneggiata in un incendio e nel 1834 vennero edificate due torri su progetto di Ferenc Povolny. Nei lavori di restauro del 1928 sono state aggiunte le entrate laterali, è stato rinnovato l'ingresso con la creazione di un'ampia scalinata e sono state restaurate le tre statue poste sulla facciata e dedicate a Sant'Emerico, Santo Stefano e alla Madonna con Bambino.